# Fradé (Lugo)
Fradé (llamada oficialmente Santiago de Fradé) es una parroquia y una aldea española del municipio de Taboada, en la provincia de Lugo, Galicia.

## Organización territorial
La parroquia está formada por dos entidades de población, constando una de ellas en el nomenclátor del Instituto Nacional de Estadística español:
- Airexe
- Fradé

## Demografía
Gráfica demográfica de la aldea y parroquia de Fradé según el INE español:
| Gráfica de evolución demográfica de Fradé entre 2000 y 2021 |
|                                                             |
| Datos según el nomenclátor publicado por el INE.            |